# Renpaard

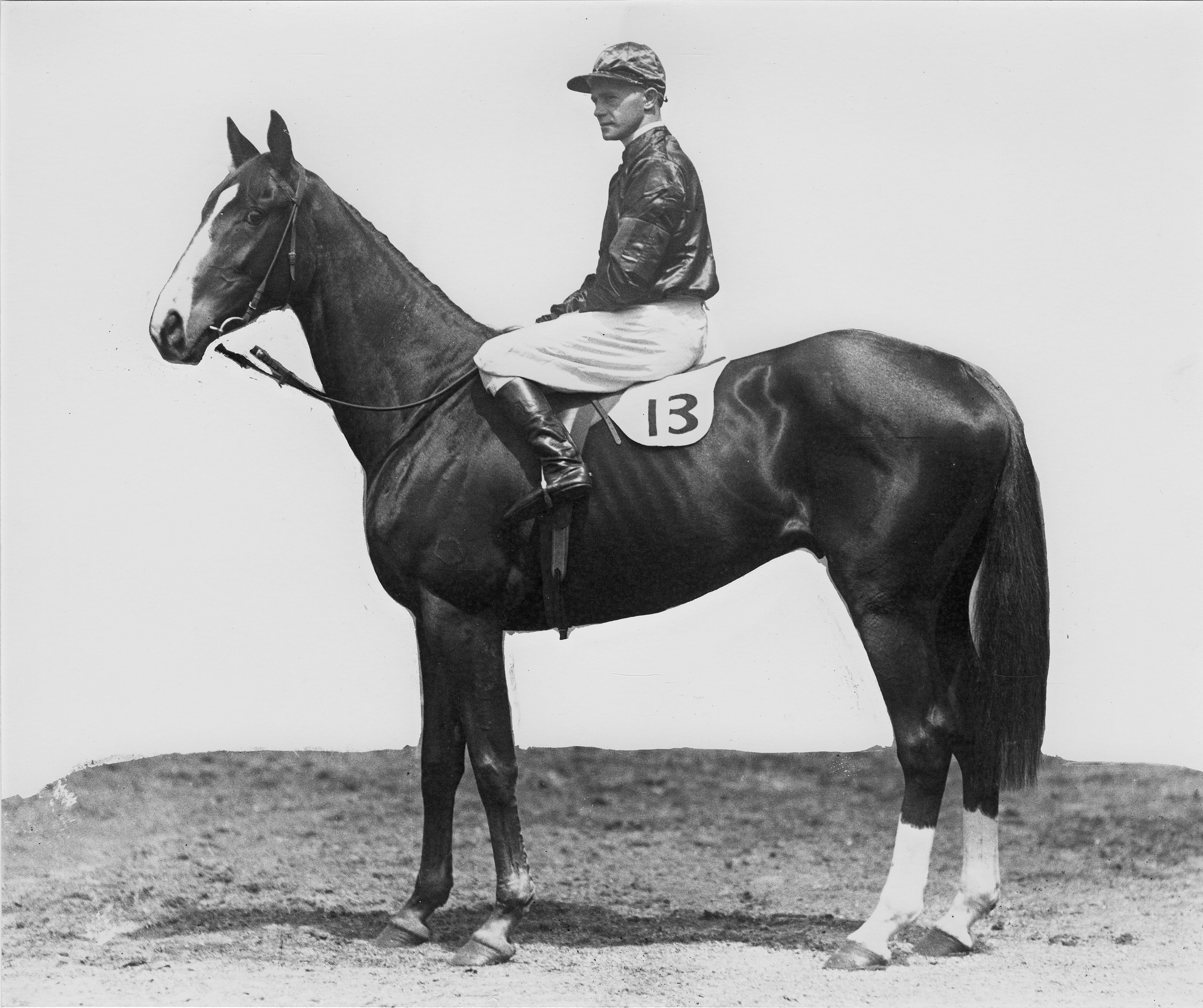
Renpaard (1932)

Een renpaard is een paard dat gefokt is met het doel om paardenrennen te winnen.
In Engeland werd al in de 17e eeuw paardenrennen gehouden, maar men vond dat de paarden die men destijds gebruikte niet over voldoende snelheid beschikten, zodat men besloot om drie Arabische hengsten te importeren en deze te kruisen met de paarden die tot op dat moment veel voor de wedstrijden in Engeland werden gebruikt.
Dit waren de Arabische hengsten: Beyerly Turk, Darley Arabian en Godolphin Arabian. Dit resulteerde in een nieuw soort paard, de Engelse volbloed. In 1793 werd het Engelse volbloedstamboek opgericht. Deze paarden worden uitgebracht in derbys.
Renpaarden komen vaak op vrij jonge leeftijd vanuit de paardenfokkerij bij een renstal en worden daar ingereden en getraind door jockeys. Veelbelovend talent en kampioenspaarden kunnen hoge bedragen opbrengen.

## Afbeeldingen

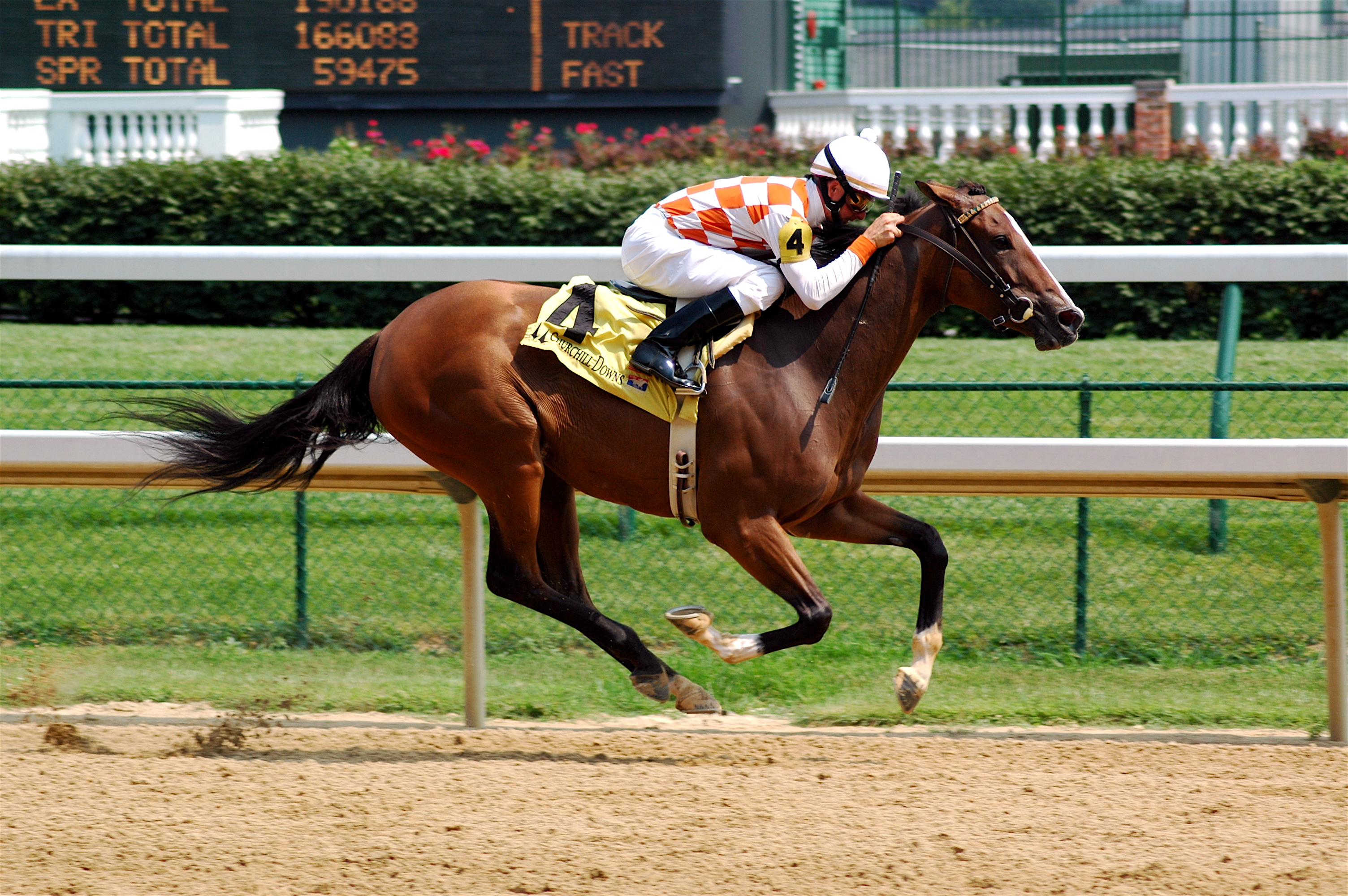
Renpaard in rengalop
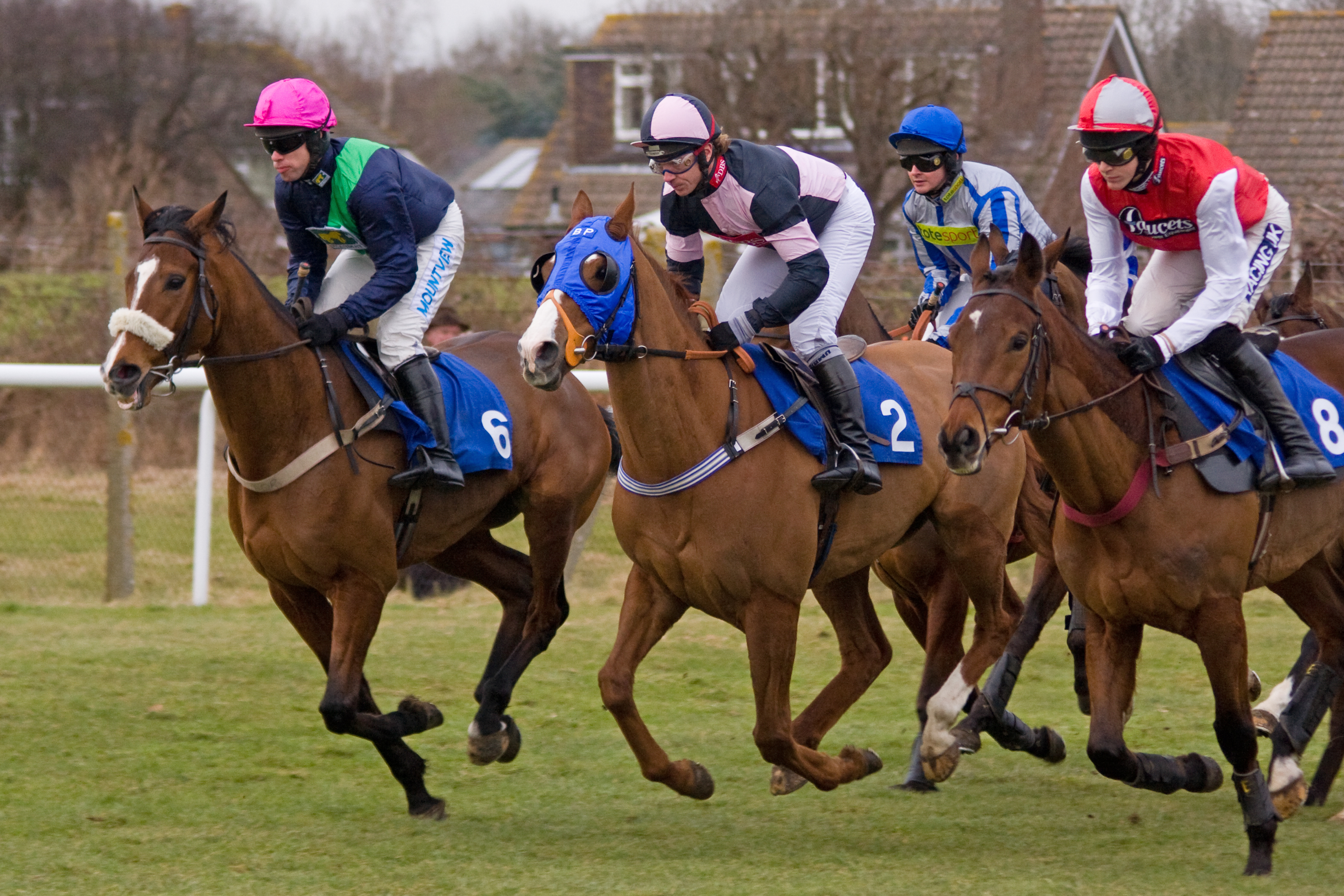
Jockeys in een renbaan